# Verlustwinkel
Der Verlustwinkel {\displaystyle \delta } beschreibt den Anteil der Wirkleistung elektrisch reaktiver Bauteile wie Spulen oder Kondensatoren bei sinusförmigen Spannungs- und Stromverlauf.
Bei oszillierenden mechanischen Untersuchungen tritt der Verlustwinkel auf als Phasenunterschied zwischen Deformation und anliegender (z. B. Schub-)Spannung, siehe auch komplexer Schubmodul.

## Beschreibung

Leistungs-Zeigerdiagramm:
der Verlustwinkel ist der dritte Winkel (hier: oben) im rechtwinkligen Dreieck, der sich mit der Phasenverschiebung phi zu 90° ergänzt

Alle folgenden Ausführungen gelten für gleichfrequente sinusförmige Spannungen und Ströme.
Der Verlustwinkel ist definiert als Arcustangens des Verhältnisses von Wirkleistung {\displaystyle P} zu Blindleistung {\displaystyle Q}:
{\displaystyle \delta =\arctan {\frac {P}{Q}}}.
Der Tangens des Verlustwinkels ist der Verlustfaktor DF:
{\displaystyle \Leftrightarrow \tan \delta ={\frac {P}{Q}}=DF}.
Hiervon zu unterscheiden ist der Kosinus des Winkels φ der Phasenverschiebung als Verhältnis von Wirkleistung zu Scheinleistung {\displaystyle S}:
{\displaystyle \cos \varphi ={\frac {P}{S}}}.
Je kleiner der Verlustwinkel, desto näher kommen die realen Bauteile einem idealen Verhalten: eine ideale Induktivität hat einen Verlustwinkel von 0°, ein idealer Kondensator ebenfalls; ein idealer elektrischer Widerstand dagegen hat einen Verlustwinkel von 90°, er besitzt keine kapazitiven oder induktiven Blindanteile, d. h. bei ihm tritt keine Phasenverschiebung auf:
{\displaystyle \delta _{R,id}=90^{\circ }\Rightarrow \left|\varphi \right|=0}.
Der Verlustwinkel lässt sich berechnen über die komplexe Impedanz Z oder über die Phasenverschiebung {\displaystyle \varphi } zwischen Strom und Spannung des Bauteils:
{\displaystyle \delta =\arctan {\frac {\operatorname {Re} {\underline {Z}}}{\operatorname {Im} {\underline {Z}}}}}
{\displaystyle \delta =90^{\circ }-\left|\varphi \right|}
Verlustfaktor einer Spule:
{\displaystyle \tan \delta ={\frac {R}{\omega L}}}
Verlustfaktor eines Kondensators:
{\displaystyle \tan \delta =R\omega C}
mit dem äquivalenten Serienwiderstand R im Ersatzschaltbild des Bauteiles
Der äquivalente Serienwiderstand (kurz ESR, von engl. Equivalent Series Resistor) repräsentiert im Ersatzschaltbild alle Verluste:
- die ohmschen Verluste in den Zuleitungen und Wicklungsdrähten
- bei Spulen zusätzlich die Wirbelstrom-, Skin-Effekt-, Proximity-Effekt- und Ummagnetisierungsverluste (Hystereseverluste)
- bei Kondensatoren zusätzlich den Dielektrischen Verlustfaktor und den Isolationswiderstand.

Da sich bei realen Bauteilen die Real- und Imaginärteile der Impedanz und damit die Phasenverschiebung unterschiedlich stark mit der Frequenz ändern, ändert sich meist auch der Verlustwinkel mit der Frequenz; in der Regel nimmt er mit ihr zu.
Je kleiner der äquivalente Serienwiderstand im Serien-Ersatzschaltbild eines Kondensators, desto kleiner dessen Verlustwinkel.

Entsprechend ist auch bei einer Spule mit kleinem Verlustwinkel der ESR im Serien-Ersatzschaltbild kleiner.
Insbesondere bei Kondensatoren ist der Verlustwinkel neben dem Kapazitätswert eine wichtige Kenngröße; er wird bei einer bestimmten Frequenz bestimmt, die sich nach dem Einsatzzweck des Kondensators richtet und im Datenblatt angegeben wird.